# 中里成章
中里 成章（なかざと なりあき、1946年12月 - ）は、東洋史学者、東京大学東洋文化研究所名誉教授。専攻は南アジア史。

## 来歴
北海道標茶町に生まれ、東京で育つ。
1972年に東京大学文学部東洋史学科を卒業して同大学院に進み、1977年に博士課程を中退した。同年より東京大学東洋文化研究所助手となり、東洋文庫に勤務する。この間、1979〜1985年にカルカッタ大学歴史学部博士課程に留学し、博士号を取得。
1988年より神戸大学助教授。1984年に東京大学東洋文化研究所教授に就任。2010年に定年退官し、名誉教授。

## 人物
- 中島岳志『パール判事 東京裁判批判と絶対平和主義』（白水社）には学問的不備があるとして、批判している（パール判決論争も参照）[1]。
- 実弟の中里英章は七つ森書館の社長を務めた。

## 著書
- 『世界の歴史 14 ムガル帝国から英領インドへ』（1998年9月、中央公論社／2009年2月、中公文庫）共著：佐藤正哲・水島司
- 『インドのヒンドゥーとムスリム』（2008年3月、山川出版社「世界史リブレット」）
- 『パル判事 インド・ナショナリズムと東京裁判』（2011年2月、岩波新書）